# Copa de Hawkstone Park
La Copa de Hawkstone Park es una pieza arqueológica perteneciente a Victoria Palmer y que en 1995, gracias a los estudios de Graham Philips, saltó a la fama por darse la posibilidad de ser el auténtico Grial. Fruto de sus investigaciones Graham Philips publicó en 1995 el libro en En busca del Grial.

## Historia de la Copa Hawkstone
A través de las leyendas del Grial, Graham Philips encontró una pista con referencia a la existencia de la reliquia en el siglo XIII en manos de una familia británica. En el siglo XIX el historiador Thomas Wright, habría escondido la pieza en una pequeña cámara secreta en la base de la estatua de un águila de piedra que se habría encargado con este fin. La estatua habría sido escondida en una cueva artificial en Hawkstone Park, a 24 kilómetros al noreste del castillo de Whittington. Thomas Wright habría dejado la clave de su ubicación al final de su poema épico sobre los antepasados de su mujer y el Grial; en dicho poema añadía 14 palabras y 24 cifras romanas.
Walter Langham en 1924 resolvió la clave y encontró la copa tras romper la estatua del águila. Este hecho aparece documentado en la guía Shropshire Rambles de 1934. La copa habría llegado a Victoria Palmer por herencia pues es bisnieta de Thomas Wright.

## Descripción de la Copa
La copa no mide más de seis centímetros, está hecha de una piedra semipreciosa -ónice verde- y, parece según algunos historiadores que procede de la época romana, aunque no se descarta que pueda ser una copia de épocas posteriores.